# Frank Tuttle
Frank Tuttle, o Frank W. Tuttle (New York, 6 agosto 1892 – Hollywood, 6 gennaio 1963), è stato un regista, sceneggiatore e produttore cinematografico statunitense che ha diretto film dal 1922 al 1959.
Dopo gli studi all'Università Yale, lavorò dapprima a New York come pubblicitario, poi si trasferì a Hollywood dove all'età di 30 anni iniziò la carriera di regista presso la Paramount. Diresse moltissime pellicole di genere, soprattutto commedie e film noir, al ritmo di due o più titoli all'anno, ma la sua carriera subì un'interruzione fra il 1947 e il 1950 a causa del maccartismo. Tuttle infatti si era iscritto al partito comunista nel 1937, in seguito all'ascesa di Hitler. Non potendo più lavorare a Hollywood perché messo sotto inchiesta dalla Commissione per le attività antiamericane, si spostò in Francia per realizzare Gunman in the Streets con Simone Signoret come protagonista. 
Tra i suoi principali lavori si possono ricordare The American Venus (1926), Paramount on Parade (1930), il giallo The Benson Murder Case (1930), la commedia This Is the Night (1932) con Cary Grant e Il museo degli scandali (1933) con Eddie Cantor.
Dopo la sua morte avvenuta nel 1963, all'età di settanta anni, Frank Tuttle è stato sepolto presso il Westwood Village Memorial Park Cemetery di Los Angeles.

## Filmografia parziale

### Regista
- The Cradle Buster (1922)
- Second Fiddle (1923)
- Youthful Cheaters (1923)
- Puritan Passions (1923)
- Grit (1924)
- Peter Stuyvesant (1924)
- The Puritans (1924)
- Dangerous Money (1924)
- Miss Bluebeard (1925)
- A Kiss in the Dark (1925)
- The Manicure Girl (1925)
- The Lucky Devil  (1925)
- Lovers in Quarantine (1925)
- The American Venus (1926)
- Capricci di donna (The Untamed Lady) (1926)
- Love 'Em and Leave 'Em (1926)
- L'irresistibile (Kid Boots) (1926)
- Blind Alleys (1927)
- Time to Love (1927)
- One Woman to Another (1927)
- The Spotlight (1927)
- Guardie... arrestatemi! (Love and Learn) (1928)
- La casa del terrore (Something Always Happens) (1928)
- Ladro suo malgrado (Easy Come, Easy Go) (1928)
- Il matricolino (Varsity) (1928)
- Don Giovanni innamorato (His Private Life) (1928)
- D'Argenville e soci (Marquis Preferred) (1929)
- The Canary Murder Case (1929)
- The Studio Murder Mystery (1929)
- The Greene Murder Case (1929)
- Sweetie (1929)
- Only the Brave (1930)
- The Benson Murder Case (1930)
- True to the Navy (1930)
- Her Wedding Night (1930)
- It Pays to Advertise
- No Limit (1931)
- This Is the Night (1932)
- The Big Broadcast
- Dangerously Yours
- Crociera di piacere
- Il museo degli scandali (Roman Scandals) (1933)
- La signorina curiosa (Ladies Should Listen) (1934)
- The Glass Key (1935)
- Springtime for Henry (1934)
- La granduchessa e il cameriere (Here Is My Heart) (1934)
- Waikiki Wedding (1937)
- All the King's Horses
- Il disertore (Lucky Jordan) (1942)
- Il fuorilegge (This Gun for Hire) (1942)
- Un'ora prima dell'alba (The Hour Before the Dawn) (1944)
- Don Juan Quilligan (1945)
- Il gigante di Boston (The Great John L.) (1945)
- Orgasmo (Suspense) (1946)
- Una celebre canaglia (Swell Guy) (1946)
- Gunman in the Streets (1950)
- La grande vendetta (The Magic Face) (1951)
- La baia dell'inferno (Hell on Frisco Bay) (1956)
- Ore di angoscia (A Cry in the Night) (1956)
- L'isola delle vergini (Island of Lost Women) (1959)

### Sceneggiatore
- The Conquest of Canaan, regia di Roy William Neill (1921)
- Her Love Story, regia di Allan Dwan (1924)